# Consiglio centrale dei musulmani in Germania

logo

Il Consiglio centrale dei musulmani in Germania (Zentralrat der Muslime in Deutschland) è una delle più grandi organizzazioni di fede islamica in Germania. Fondata nel 1994 da Nadeem Elyasm che ne è stato anche il presidente, dal 2006 è guidata da Ayyub Axel Köhler. La sede si trova a Colonia.

## Organizzazioni membri
- Bundesverband für Islamische Tätigkeiten e.V. ("Associazione federale per attività islamiche")
- Deutsche Muslim-Liga Bonn e.V. (DML BONN) ("Lega tedesca dei musulmani di Bonn")
- Deutsche Muslim-Liga Hamburg e.V. (DML Hamburg) ("Lega tedesca dei musulmani di Amburgo")
- Haqqani Trust - Verein für neue deutsche Muslime e.V.
- Haus des Islam e.V. (HDI) ("Casa dell'Islam")
- Islamische Arbeitsgemeinschaft für Sozial- und Erziehungsberufe e.V. (IASE)
- Islamische Gemeinschaft in Deutschland e.V. (IGD)
- Islamisches Bildungswerk e.V. (IBW)
- Islamische Gemeinschaft in Hamburg (IGH) ("Comunità islamica di Amburgo")
- Islamisches Zentrum Aachen e.V. (IZA) ("Centro islamico di Aquisgrana")
- Islamisches Zentrum Hamburg e.V. (IZH) ("Centro islamico di Amburgo")
- Islamisches Zentrum München e.V. (IZM) ("Centro islamico di Monaco")
- Muslimische Studentenvereinigung in Deutschland e.V. (MSV) ("Associazione degli studenti musulmani in Germania")
- Union der in Europäischen Ländern Arbeitenden Muslime e.V. (UELAM)
- Union der Islamisch Albanischen Zentren in Deutschland (UIAZD)
- Union der Türkisch-Islamischen Kulturvereine in Europa e.V. (ATIB)
- Vereinigung islamischer Gemeinden der Bosniaken in Deutschland e.V. (VIGB)
- Islamische Gemeinde Saarland e. V.